# 預言者 (映画)
『預言者』（よげんしゃ、原題: Un prophète, 英題: A Prophet）は2009年のフランスの犯罪映画。監督はジャック・オーディアール、出演はタハール・ラヒムとニエル・アレストリュプなど。

## 概要
人種間対立の激しい刑務所に放り込まれた無学で孤独なアラブ系フランス人青年が過酷な世界で生き延びていく中でのし上がって行く姿を描いたサスペンス映画である。
2009年5月16日に第62回カンヌ国際映画祭のコンペティション部門で初上映され、審査員特別グランプリを受賞した。また、第35回セザール賞では、13のノミネートを受け、そのうち作品賞をはじめとする9つの受賞を果たしている（詳細は後述）。
日本ではフランス映画祭2010で『アンプロフェット』として上映された後、2012年1月21日に一般公開された。

## ストーリー
19歳のアラブ系青年マリク（タハール・ラヒム）は6年の刑を宣告され、中央刑務所に送られて来る。そこは人種間の対立が激しく、互いに牽制し合いながらも、最大勢力であるコルシカ・マフィアのグループが実質的に支配している世界だった。身寄りのないマリクはコルシカ系グループを仕切るセザール（ニエル・アレストリュプ）に目を付けられ、彼らのグループの人間を売ったアラブ系の男レイェブ（ヒシャーム・ヤクビ）を殺すように脅迫される。逡巡しながらもマリクは刑務所内で生き延びるために初めての殺人を犯す。これをきっかけにセザールの子分となり、読み書きとともに生き残るための術を学んで行く。そして、マリクはレイェブの幻と暮らすようになり、レイェブが語る予言めいた言葉を聞くことになる。
しばらくして、コルシカ系の囚人の多くがコルシカ島に送られることになり、残されたコルシカ系はセザールを含め、ごくわずかとなる。セザールはマリクがフランス語とアラビア語に加えて、コルシカ語も使えるようになっていると知ると、マリクを外部との連絡係として利用するようになる。セザールの手引きで外出許可を得たマリクは、外の世界に出る度に様々な「成果」をあげ、刑務所内ではジプシー（ロマ）のジョルディ（レダ・カテブ）と手を組み、既に出所していた親友リヤド（アデル・バンシェリフ）の協力の下、違法薬物の取引によって刑務所内外で力を付けて行く。
その一方で、いつまでも自分を子分として支配し続けようとするセザールが邪魔になったマリクは、セザールから依頼されたボスの暗殺を逆に利用してセザールを陥れることにする。リヤドとともにボスを暗殺すると見せかけ、ボスの護衛を射殺したマリクは「暗殺を依頼したセザールに復讐しろ」と告げてボスを逃がす。これにより、セザールは刑務所内の部下たちを殺され、力を完全に失う。マリクは刑務所内のアラブ系グループを味方に付けて更に力を付ける。そして出所の日、マリクを出迎えたのは、彼が育てた「組織」のメンバーたちと、癌で亡くなったリヤドの妻ジャミラ（レイラ・ベクティ）とその息子だった。

## キャスト
- マリク：タハール・ラヒム
- セザール：ニエル・アレストリュプ
- リヤド：アデル・バンシェリフ
- レイェブ：イシェーム・ヤクビ
- ジャミラ：レイラ・ベクティ
- ジョルディ：レダ・カテブ

## 作品の評価

### 映画批評家によるレビュー
Rotten Tomatoesによれば、批評家の一致した見解は「新人のタハール・ラヒムが印象的な主演を務めた『預言者』は、目を見張るような身近なディテールに満ちたフランスのギャング映画である。」であり、162件の評論のうち高評価は96%にあたる156件で、平均点は10点満点中8.3点となっている。
Metacriticによれば、31件の評論の全てが高評価で、平均点は100点満点中90点となっている。
アロシネによれば、フランスの24のメディアによる評価の平均点は5点満点中4.6点である。

### 受賞歴
| 賞                             | 部門                                  | 候補者                                                                                    | 結果       |
| ------------------------------ | ------------------------------------- | ----------------------------------------------------------------------------------------- | ---------- |
| カンヌ国際映画祭               | パルム・ドール                        | ジャック・オーディアール                                                                  | ノミネート |
| カンヌ国際映画祭               | 審査員特別グランプリ                  | ジャック・オーディアール                                                                  | 受賞       |
| 英国アカデミー賞               | 外国語映画賞                          | ジャック・オーディアール                                                                  | 受賞       |
| アカデミー賞                   | 外国語映画賞                          | ジャック・オーディアール                                                                  | ノミネート |
| ゴールデングローブ賞           | 外国語映画賞                          |                                                                                           | ノミネート |
| セザール賞                     | 作品賞                                |                                                                                           | 受賞       |
| セザール賞                     | 監督賞                                | ジャック・オーディアール                                                                  | 受賞       |
| セザール賞                     | 主演男優賞                            | タハール・ラヒム                                                                          | 受賞       |
| セザール賞                     | 助演男優賞                            | ニエル・アレストリュプ                                                                    | 受賞       |
| セザール賞                     | 有望若手男優賞                        | タハール・ラヒム                                                                          | 受賞       |
| セザール賞                     | 有望若手男優賞                        | アデル・バンシェリフ                                                                      | ノミネート |
| セザール賞                     | 脚本賞                                | ジャック・オーディアール トーマス・ビデガン アブデル・ラウフ・ダブリ ニコラ・プフェーイ   | 受賞       |
| セザール賞                     | 撮影賞                                | ステファーヌ・フォンテーヌ                                                                | 受賞       |
| セザール賞                     | 編集賞                                | ジュリエット・ウェルフラン                                                                | 受賞       |
| セザール賞                     | 音響賞                                | ブリジット・テイランディエ フランシス・ヴァルニエ ジャン＝ポール・ユリエ                  | ノミネート |
| セザール賞                     | 作曲賞                                | アレクサンドル・デスプラ                                                                  | ノミネート |
| セザール賞                     | 衣裳デザイン賞                        | ヴィルジニー・モンテル                                                                    | ノミネート |
| セザール賞                     | 美術賞                                | ミシェル・バルテレミ                                                                      | 受賞       |
| ダヴィッド・ディ・ドナテッロ賞 | ヨーロッパ映画作品賞                  |                                                                                           | ノミネート |
| ヨーロッパ映画賞               | 作品賞                                |                                                                                           | ノミネート |
| ヨーロッパ映画賞               | 監督賞                                | ジャック・オーディアール                                                                  | ノミネート |
| ヨーロッパ映画賞               | 脚本賞                                | アブデル・ラウフ・ダブリ ニコラ・プフェーイ ジャック・オーディアール トーマス・ビデガン   | ノミネート |
| ヨーロッパ映画賞               | 主演男優賞                            | タハール・ラヒム                                                                          | 受賞       |
| ヨーロッパ映画賞               | 撮影賞                                | ステファーヌ・フォンテーヌ                                                                | ノミネート |
| ヨーロッパ映画賞               | 優秀賞 （サウンド・デザインに対して） | ブリジット・テイランディエ フランシス・ヴァルニエ ジャン＝ポール・ユリエ マルク・ドワーヌ | 受賞       |